# Stone Sour (demo 1994)
Demo z 1994, to pierwsza płyta zespołu Stone Sour, o klasycznie hardrockowym zabarwieniu. Została ona wydana w wytwórni Big Fish Studios w Omaha, w stanie Nebraska.
Płyta zawiera 9 utworów muzycznych, wyraźnie różni się gatunkowo od kolejnych (oficjalnych) albumów. 

## Lista utworów
1. "Surgery" – 03:46
2. "That's Ridiculous" – 03:15
3. "Sometimes" – 05:33
4. "I Can't Believe" – 04:44
5. "Tar Poo" – 04:56
6. "Funky Milk" – 03:12
7. "Simple Woman" – 05:45
8. "Bertha" – 02:39
9. "Voices Again" – 03:03